# Nižný Žabí štít
Le Nižný Žabí štít en slovaque ou Żabi Szczyt Niżni en polonais est un pic du massif des Hautes Tatras qui appartient aux montagnes des Carpates occidentales. Il est situé sur la frontière entre la Pologne et la Slovaquie et culmine à 2 098 mètres d'altitude.

## Histoire
La première ascension fut réalisée par Apolinary Garlicki en 1903.